# (28231) 1999 AL5
(28231) 1999 AL5 est un astéroïde de la ceinture principale d'astéroïdes découvert en 1999.

## Description
(28231) 1999 AL5 a été découvert le 10 janvier 1999 à l'observatoire de Nachikatsuura au Japon, par Yoshisada Shimizu et Takeshi Urata.

### Caractéristiques orbitales
L'orbite de cet astéroïde est caractérisée par un demi-grand axe de 2,58 UA, un périhélie de 2,50 UA, une excentricité de 0,03 et une inclinaison de 21,92° par rapport à l'écliptique. Du fait de ces caractéristiques, à savoir un demi-grand axe compris entre 2 et 3,2 UA et un périhélie supérieur à 1,666 UA, il est classé, selon la JPL Small-Body Database, comme objet de la ceinture principale d'astéroïdes.

### Caractéristiques physiques
(28231) 1999 AL5 a une magnitude absolue (H) de 13,8 et un albédo estimé à 0,155.